# La Femme du ferrailleur
Pour plus de détails, voir Fiche technique et Distribution.
La Femme du ferrailleur (en bosnien : Epizoda u životu berača željeza) est un film bosno-slovéno-français réalisé par Danis Tanović, sorti en 2013.
Présenté au Festival de Berlin, il remporte le Grand prix du jury ainsi que l'Ours d'argent du meilleur acteur pour Nazif Mujić. Il est également nommé pour représenter la Bosnie-Herzégovine aux Oscars du cinéma 2014 dans la catégorie meilleur film en langue étrangère.  Les acteurs sont des amateurs qui jouent leur propre rôle.

## Synopsis
Nazif est ferrailleur. Il vit en Bosnie avec sa femme, Senada, et leurs 2 filles. Un jour, Senada se plaint de terribles maux de ventre et doit se faire hospitaliser d’urgence. Mais faute de couverture sociale, le couple doit payer l'opération : une somme considérable qu'ils n'ont pas. Pendant 10 jours, Nazif fait tout pour sauver la vie de Senada en cherchant de l'aide auprès des institutions et en tentant de trouver toujours plus de fer à vendre.

## Fiche technique
- Titre : La femme du ferrailleur
- Titre original : Epizoda u životu berača željeza
- Titre international : An Episode in the Life of an Iron Picker
- Réalisation : Danis Tanović
- Scénario : Danis Tanović
- Photographie : Erol Zubčević
- Montage : Timur Makarevic
- Production : Amra Bakšić Ćamo et Cédomir Kolar
- Sociétés de production : SCCA / pro.ba, Asap Films et Vertigo/Emotionfilm
- Pays d'origine :  Bosnie-Herzégovine,  France,  Slovénie,  Italie
- Langue : bosnien, romani
- Durée : 75 minutes
- Format : couleur - 1,85 : 1
- Genre : drame, docufiction
- Sortie :
  - 13 février 2013 en Allemagne (Berlinale 2013)
  - 2013 en Bosnie-Herzégovine et en Slovénie
  - 26 février 2014 en France

## Distribution
- Nazif Mujić : Nazif
- Senada Alimanović : Senada
- Šemsa Mujić : Šemsa
- Sandra Mujić : Sandra

## Distinctions

### Récompenses
- Festival international du film de Berlin 2013[3] : sélection officielle
  - Grand prix du jury
  - Ours d'argent du meilleur acteur pour Nazif Mujić
  - Mention spéciale du jury œcuménique
- Festival international du film de Jérusalem 2013 : In Spirit for Freedom Award[4]

### Nominations et sélections
- AFI Fest 2013
- Festival du film d'auteur de Belgrade 2013
- Festival du film Cinedays 2013
- Festival Film by the Sea 2013
- Festival international du film de Hong Kong 2013
- Festival international du film de Karlovy Vary 2013
- Festival du film de Londres 2013
- Festival du film New Horizons 2013
- Panorama of European Cinema 2013
- Festival international du film de Rio de Janeiro 2013
- Festival du film de Sarajevo 2013
- Festival du film européen de Séville 2013
- Festival du film de Sydney 2013 : sélection « Features »
- Festival international du film de Toronto 2013 : sélection « Contemporary World Speakers »

- Festival international du film de Palm Springs 2014